# Hasan Hüseyin Akınay
Hasan Hüseyin Akınay (* 1. Januar 1994 in Siirt) ist ein türkischer Fußballtorhüter.

## Karriere

### Verein
Akınay begann 2008 in der Nachwuchsabteilung von Denizlispor mit dem Vereinsfußball und wechselte 2009 in den Nachwuchs des Traditionsvereins Fenerbahçe Istanbul. Im Mai 2013 erhielt er von den Istanbulern zwar einen Profivertrag, wechselte aber bereits zur Saison 2013/14 zum nordtürkischen Zweitligisten Samsunspor. Hier spielte er überwiegend für die Reservemannschaft, gehörte jedoch als Ersatzkeeper auch zum Kader der 1. Mannschaft. In der Ligapartie vom 4. Mai 2014 gab er gegen Kahramanmaraşspor sein Profidebüt.
Zur Saison 3015/16 wechselte er zum Drittligisten Gümüşhanespor.

### Nationalmannschaft
Akınay absolvierte 2011 zwei Einsätze für die Türkische U-17-Nationalmannschaft.